# Serafina Farolfi
Serafina Farolfi, también llamada Serafina de Jesús (Tossignano, 7 de octubre de 1853 - Bertinoro, 18 de junio de 1917) fue una religiosa italiana, fundadora de las Clarisas Franciscanas Misioneras del Santísimo Sacramento.

## Biografía
Nacida con el nombre de Francesca Farolfi en el seno de una familia cristiana, estudió magisterio para dedicarse a la educación de niños y jóvenes pobres. Decidida a seguir las huellas de Francisco y de Clara de Asís, a los 20 años y a pesar de la oposición de su padre, entró en el convento de las Terciarias franciscanas de Forlí, que tenían un colegio. Ella misma escribe: «Al entrar en el convento expuse claramente mi pensamiento, quería unir la espiritualidad de San Francisco con la tarea educativa impartida en el Colegio». Fue a la vez novicia y directora del colegio. El binomio contemplación y acción fue una constante en su vida y síntesis de la misma: reformar la vida a través de la contemplación y dedicarse plenamente a la educación de la juventud, con preferencia la más abandonada.
En julio de 1893, las autoridades de Forlí cerraron el colegio por la decadencia y falta de funcionalidad del local. La madre Serafina y ocho hermanas se trasladaron con las alumnas a la antigua y abandonada Abadía de los Camaldulenses situada en la vecina Bertinoro, para salvar el colegio y su ideal de educadora. La acción de la madre Serafina, ya en Forlí y más en el nuevo colegio, era muy discutida, tenía defensores y detractores tanto entre las religiosas como entre las autoridades eclesiásticas. En Bertinoro fue desarrollando el proyecto de un nuevo instituto en el que se conciliara la misión educativa con la espiritualidad franciscana.
El Instituto fue reconocido oficialmente por las autoridades eclesiásticas el 1 de mayo de 1898, día en que la madre Serafina, fundadora, y las hermanas que la habían acompañado renovaron los votos profesando la Regla de Santa Clara. Superando las dificultades e incomprensiones internas y externas, pero siempre con el apoyo de la Santa Sede, las nuevas religiosas se consagraron a la tarea educativa e intensificaron la dimensión contemplativa. Pronto la congregación se consolidó y empezaron a multiplicarse las casas, que la fundadora llamaba «nidos» y con más frecuencia «sagrarios» porque lo primero que cuidaba en todas ellas era la capilla del Santísimo Sacramento. Se abrieron también casas en la India en 1901 y en Brasil en 1907. Al estallar la Primera Guerra Mundial, puso a las religiosas y los colegios a disposición de la Santa Sede. Siempre tuvo una salud delicada. En 1968 se abrió el proceso de su beatificación.